# Amphilophus sagittae
Amphilophus sagittae är en fiskart som beskrevs av Stauffer och Mckaye 2002. Amphilophus sagittae ingår i släktet Amphilophus och familjen Cichlidae. Inga underarter finns listade i Catalogue of Life.